# Orthomegas irroratum
Orthomegas irroratum là một loài bọ cánh cứng trong họ Cerambycidae.